# Nephodia approximata
Nephodia approximata là một loài bướm đêm trong họ Geometridae.